# Josefine Grimme
Josefine Grimme, geborene Freiin von Behr, geschiedene Kopf (* 3. Oktober 1907; † 22. April 1999 in Brannenburg) war eine deutsche politische Aktivistin. Sie betätigte sich in der Weimarer Republik in der NSDAP und war zeitweise Sekretärin von Joseph Goebbels, bevor sie der sezessionistischen Gruppe um Walther Stennes angehörte. Sie wurde nach dem Zweiten Weltkrieg bekannt durch ihre Ehen mit dem niedersächsischen Ministerpräsidenten Hinrich Wilhelm Kopf sowie dem Kultusminister und Intendanten des NWDR Adolf Grimme (beide SPD).

## Leben und Betätigung
Josefine von Behr war die Tochter von Arthur Freiherr von Behr, einem deutsch-baltischen Polizeimeister in Mitau und Libau, und seiner Ehefrau Wanda geb. Baronin von der Ropp. Ihr älterer Bruder Artur von Behr (1904–1974) war von 1926 bis 1928 Führer der NSDStB-Hochschulgruppe Berlin, die bereits 1930 zerstritten (und mit Bezügen zu Stennes) unterging, später Verleger und nach dem Krieg von Bovenden aus ab 1949/50 Herausgeber der Baltischen Rundschau.
Als junge Frau begann sie sich politisch zu betätigen. Zum 3. Dezember 1925 trat sie der NSDAP bei (Mitgliedsnummer 22.986). 1926 wurde sie persönliche Sekretärin des damals zum Gauleiter der NSDAP in Berlin ernannten Joseph Goebbels. Diese Stellung behielt sie bis 1929 bei. Andeutungen in Goebbels’ Tagebüchern zufolge waren beide zeitweise auch privat miteinander lose liiert. 1930 näherte Behr sich dem Berliner SA-Chef Walther Stennes an. Aus der Ablehnung, die Stennes und seine Anhänger in der Berliner SA dem politischen Kurs Adolf Hitlers und der Münchener Parteiführung der NSDAP und speziell ihrer Strategie zur Machteroberung entgegenbrachten, die darin bestand, ausschließlich mit (formal) legalen Mitteln nach der politischen Macht im Staat zu streben (Stennes plädierte im Gegensatz hierzu für eine aktivistisch-revolutionäre Auseinandersetzung bzw. Beseitigung des Weimarer Systems), kam es am 1. April 1931 zur sogenannten Stennes-Revolte, in der Stennes und seine Unterstützer offen mit Hitler und der Parteiführung brachen und ihr die Gefolgschaft aufkündigten. Im Zuge der die Berliner NSDAP und SA während dieses Monats einige Wochen lang erschütternden Krise, die – je nach Lesart – mit dem Ausschluss Stennes’ und seiner Anhänger aus der NSDAP und der SA bzw. ihrer Abspaltung von diesen endete, schied auch Josefine von Behr aus der Partei aus.
Einem Bericht des Nachrichtendienstes von Kurt Daluege aus dem Jahr 1933 zufolge fungierte Behr anschließend noch bis 1933 als Privatsekretärin von Stennes. Außerdem soll sie in führender Weise in dessen Nachrichtendienst tätig gewesen sein. So habe sie von einer Freundin im Braunen Haus in München Nachrichten über die NSDAP bezogen, die zu den wichtigsten Quellen der Stennes-Organisation in ihrem Kampf mit der NSDAP gehört haben sollen.
In erster Ehe heiratete Behr am 1. Dezember 1933 den Rittergutsbesitzer Wolfgang Kuba (* 17. Juni 1895; + 22. Februar 1934 auf Gut Sodow, Oberschlesien), den Besitzer des Ritterguts Sadów (Sodow, heute in Koszęcin). Diester starb weniger als drei Monate nach der Eheschließung durch einen Unfall (er wurde von einem Stier auf seinem Gut auf die Hörner genommen).
Am 10. Mai 1940 heiratete sie in zweiter Ehe in Königshütte den späteren niedersächsischen Ministerpräsidenten Hinrich Wilhelm Kopf, der in Königshütte in heute umstrittener Weise als Vermögenstreuhänder der Haupttreuhandstelle Ost im von Deutschland besetzten Polen arbeitete. 1943 zog er sich nach Sadów als Landwirt zurück, um 400 Hektar zu bewirtschaften. In einem Flüchtlingstreck verließen beide den Ort im Januar 1945. Nach ihrer Scheidung im Jahr 1947 heiratete sie in dritter Ehe Adolf Grimme, den sie als Kultusminister im Kabinett ihres Ehemannes kennen gelernt hatte. Er starb 1963.